# Constance Binney

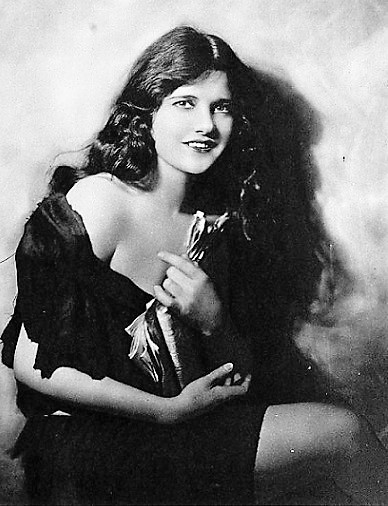
Constance Binney (1920)

Constance Binney (* 28. Juni 1896 in New York City; † 15. November 1989 in Whitestone, Queens, New York City) war eine US-amerikanische Schauspielerin der Stummfilmära.

## Leben und Karriere
Constance Binney kam aus einer angesehenen Familie und wurde unter anderem in Paris erzogen. Sie hatte mit 16 Filmen zwischen 1918 und 1923 eine kurze, aber dennoch recht erfolgreiche Filmkarriere in Hollywood. Die brünette, schmächtige Schauspielerin wurde dabei bevorzugt als Leading Lady eingesetzt, insbesondere in Filmdramen war sie zu sehen. Unter anderem spielte sie an der Seite von John Barrymore in The Test of Honor (1919) und war in der Clemence-Dane-Verfilmung A Bill of Divorcement neben Fay Compton zu sehen. Die meisten ihrer Filme sind allerdings heute verschollen, nur Erstwhile Susan und The Case of Becky sollen vollständig erhalten geblieben sein. Neben ihrer Filmkarriere war sie zwischen 1917 und 1924 auch in vier Produktionen am Broadway aktiv.
Ihre Schwester Faire Binney (1900–1957) wurde ebenfalls Schauspielerin, die Schwestern standen in Maurice Tourneurs Sporting Life auch gemeinsam vor der Kamera. Constance Binney war dreimal verheiratet, jeweils mit wohlhabenden Männern. In dritter Ehe war sie von 1941 bis zur Scheidung 1951 mit dem britischen Piloten Leonard Chesire (1917–1992), der im Zweiten Weltkrieg als Kriegsheld gefeiert wurde, verheiratet. Im Jahr 1960 wurde sie in der Kategorie Film mit einem Stern auf dem Hollywood Walk of Fame ausgezeichnet. Sie starb im November 1989 im Alter von 93 Jahren.

## Filmografie
- 1918: Sporting Life
- 1919: The Test of Honor

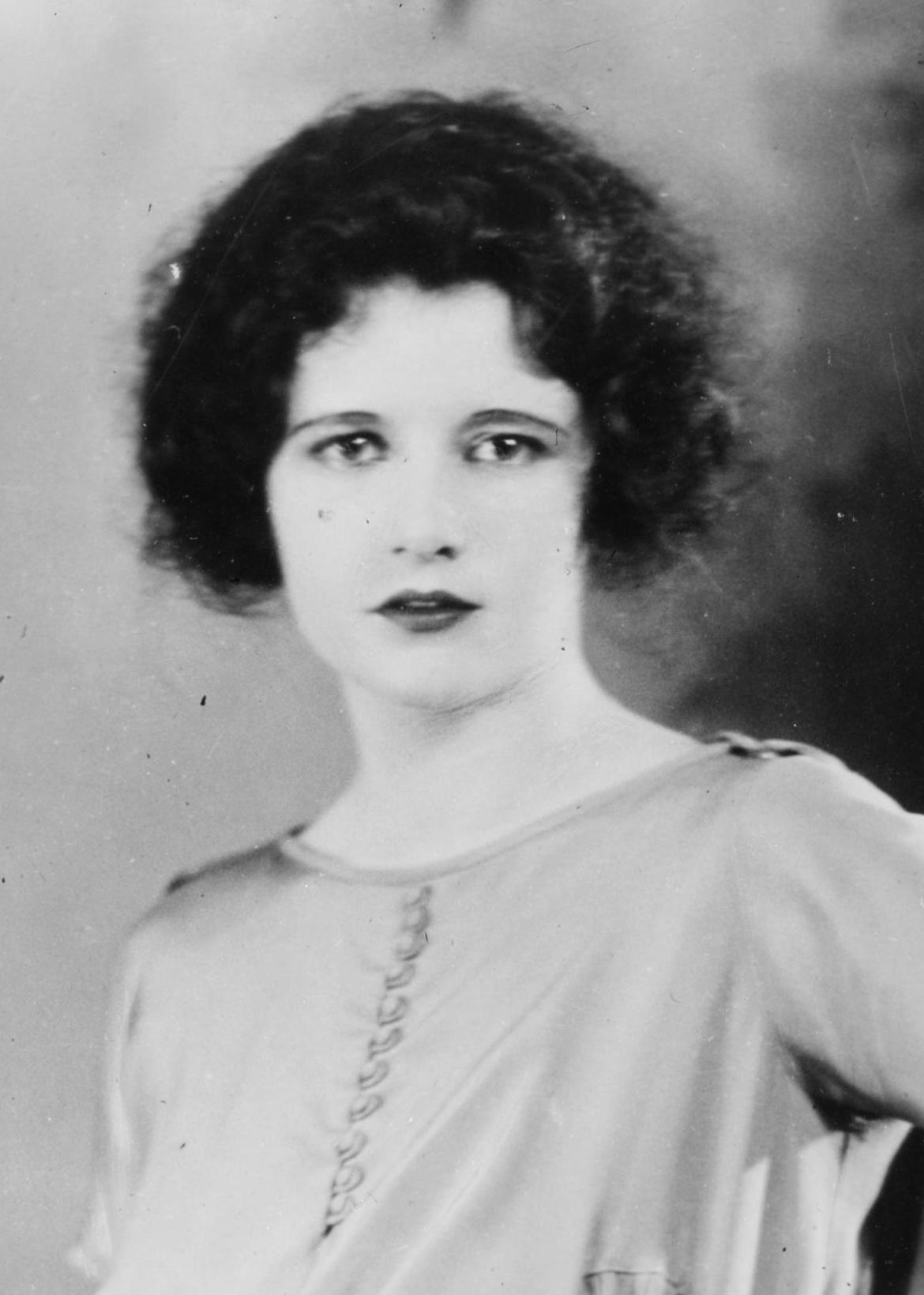
Constance Binney (um 1920)

- 1919: Tom’s Little Star (Kurzfilm)
- 1919: Erstwhile Susan
- 1920: The Stolen Kiss
- 1920: 39 East
- 1920: Something Different
- 1921: The Magic Cup
- 1921: Such a Little Queen
- 1921: Room and Board
- 1921: The Case of Becky
- 1921: First Love
- 1922: Midnight
- 1922: Sleepwalker
- 1922: A Bill of Divorcement
- 1923: Three O’Clock in the Morning